# Norayr Gyozalyan
Norayr Gyozalyan (en arménien : Նորայր Գյոզալյան), né le 15 mars 1990 à Erevan, est un footballeur arménien. 
Il est le meilleur buteur du championnat d'Arménie de football 2012-2013.

## Palmarès
- Champion d'Arménie en 2016 et 2017